# Maladera inaequabilis
Maladera inaequabilis är en skalbaggsart som beskrevs av Brenske 1898. Maladera inaequabilis ingår i släktet Maladera och familjen Melolonthidae. Inga underarter finns listade i Catalogue of Life.